# Catedral de la Dormición (Sofía)
La catedral de la Dormición o alternativamente catedral de la Asunción de la Santísima Virgen María (en búlgaro: катедарлен храм Успение Богородично) es un templo católico de rito búlgaro (bizantino) que es la iglesia madre de la eparquía de San Juan XXIII de Sofía, que se encuentra en la ciudad de Sofía, en Bulgaria.
La iglesia fue construida en 1924 con el fin de satisfacer las necesidades religiosas de los católicos de rito oriental en Sofía. La construcción de la iglesia ha sido posible gracias a los esfuerzos de Monseñor Vikenti Peev, y  del obispo de la diócesis de Sofía y Plovdiv, y las donaciones personales enviados por Benedicto XV y Pío XI. El 17 de septiembre de 1922 fue colocada la primera piedra. La iglesia fue diseñada por el arquitecto Heinrich como la primera iglesia de concreto en Sofía. La iglesia fue terminada 27 de agosto de 1924 en lo que entonces eran las afueras de la ciudad.
En 2002 la catedral recibió la visita del papa Juan Pablo II durante su recorrido apostólico por Bulgaria.